# Соджорнер Трут
Со́джорнер Трут (англ. Sojourner Truth, ['soʊdʒɜrnər truθ]; 1797 год, Сварткилл, штат Нью-Йорк, США — 26 ноября 1883 года, Батл-Крик, штат Мичиган, США), урождённая Изабелла Бомфри (англ. Isabella Baumfree), — американская аболиционистка и феминистка, рождённая в рабстве. Известна своей речью «Разве я не женщина?», произнесённой в 1851 году.

## Биография

### Ранние годы
Она была одной из 10 или 12 детей Джеймса и Элизабет Бомфри, рабов полковника Харденберга, имение которого находилось в местности Сварткиль, к северу от Нью-Йорка. После смерти полковника в 1806 году Изабелла перешла в собственность его сына и была продана с аукциона за 100 долларов (вместе со стадом овец) Джону Нили. В момент продажи ей было около девяти лет, и она говорила только на голландском языке. Впоследствии Трут характеризовала Нили как жестокого человека, который регулярно порол её.
В 1808 году она была продана за 105 долларов владельцу таверны Мартинусу Шрайверу, который через полтора года продал её за 175 долларов Джону Дюмону. Четвёртый хозяин относился к Изабелле достаточно хорошо, однако его супруга постоянно её преследовала. Около 1815 года Изабелла вступила в отношения с рабом по имени Роберт, принадлежавшим владельцу соседней фермы. Однако его владелец не хотел, чтобы у его раба были дети, владельцем которых он не сможет стать. Роберт был избит, разлучён с Изабеллой и впоследствии умер от ран. В том же году от Роберта у неё родилась дочь. Через два года владелец заставил Изабеллу выйти замуж за раба по имени Томас, от которого у неё было ещё четверо детей, один из которых умер в раннем возрасте.

### Свобода
В 1799 году в штате Нью-Йорк начался процесс законодательной отмены рабства, завершившийся лишь 4 июля 1827 года. Дюмон обещал Изабелле отпустить её на свободу за год до этого срока, если она будет хорошо и честно трудиться, однако впоследствии переменил своё решение, объясняя это тем, что её работоспособность снизилась в связи с полученной травмой руки. Она была возмущена этим решением и продолжала работать, пока не почувствовала, что исполнила свои обязательства перед владельцем, обработав 100 фунтов шерсти.
В 1826 году она ушла от владельца с новорождённой дочерью, оставив остальных детей, поскольку по закону они могли получить свободу только после двадцатилетнего возраста, отслужив в качестве слуг. Позже она говорила: «Я не сбежала, поскольку это неправильно; но я ушла, веря, что имею на это право».
Она поселилась в доме Айзека и Марии Ван Вагенер, которые предложили Дюмону купить её услуги за тот год, что оставался до вступления в силу закона об освобождении рабов. Дюмон согласился, получив за это 20 долларов.
Позже Изабелла узнала, что Дюмон незаконно продал её пятилетнего сына Питера в Алабаму. С помощью Айзека и Марии Ван Вагенер она подала иск в суд и после нескольких месяцев судебного производства вернула сына, которого эксплуатировал новый хозяин. Таким образом, Трут стала первой чернокожей женщиной, выигравшей в суде дело против белого мужчины.
Живя в доме Айзека и Марии Ван Вагенер, она стала набожной христианкой. В 1829 году вместе с сыном она переехала в Нью-Йорк, где служила домработницей у евангелиста Элайджи Пирсона. В 1832 году она ушла работать к Роберту Меттьюзу. После смерти Элайджи Пирсона Изабелла и Роберт Меттьюз были обвинены в его отравлении, однако позже оправданы, после чего Меттьюз уехал на запад.
В 1839 году сын Изабеллы Питер устроился на работу на китобойное судно и ушёл в длительное плавание. В 1840 и 1841 годах она получила от него три письма, хотя в последнем он писал, что отправил пять. Когда судно вернулось в порт в 1842 году, Питера на нём не было, и о его дальнейшей судьбе ничего не известно.

### Общественная деятельность
1843 год стал поворотным моментом для Бомфри. Она приняла методизм, а 1 июня сменила имя на Соджорнер Трут (англ. Sojourner Truth, «Странник Истина»). Своим друзьям она сказала лишь одну фразу: «Дух зовет меня, и я должна идти» — а потом ушла, чтобы отправиться в путь и проповедовать об отмене рабства в США. В то время Трут начала посещать собрания лагеря миллеритских адвентистов. Однако это продолжалось недолго, так как Иисус не появился, хотя они пророчили его появление, в 1843 году, а затем и в 1844 году. Как и многие другие разочарованные в адвентизме, Трут на некоторое время отдалилась от своих друзей, которые придерживались этого религиозного движения.
В 1844 году она вступила в Нортгемптонскую ассоциацию образования и промышленности в Нортгемптоне, штат Массачусетс. Основанная аболиционистами, организация поддерживала права женщин и религиозную терпимость, а также пацифизм. Участники ассоциации вели хозяйство на территории примерно 2 км², разводя скот, а также эксплуатируя лесопилку и фабрику по производству ткани. Там Трут познакомилась с Уильямом Ллойдом Гаррисоном и Фредериком Дугласом. Всего за четыре с половиной года в ней состояло 240 членов, хотя не более 120 единовременно. В 1846 году организация распалась, не в состоянии обеспечить себя.

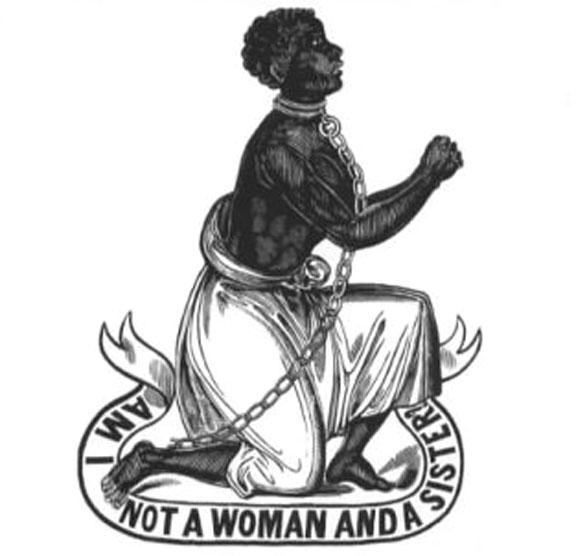
Неужели я не женщина и не сестра?

Трут начала рассказывать свои воспоминания о жизни вне свободы своей подруге Олив Гилберт, и в 1850 году Уильям Ллойд Гаррисон в частном порядке опубликовал свою книгу «Повесть о Соджорнер Трут, северной рабыне» (англ. The Narrative of Sojourner Truth: a Northern Slave). В том же году она купила дом в месте, которое станет деревней Флоренс, за 300 долларов и выступала на первом Национальном конгрессе по правам женщин в Вустере. В следующем году Трут покинула Нортгемптон и присоединилась к известному оратору-аболиционисту Джорджу Томпсону. В мае 1851 года она посетила Конвенцию по правам женщин в Акроне, штат Огайо, где произнесла свою знаменитую речь «Разве я не женщина?». Слоган, вынесенный в название речи, позаимствован с одного из наиболее известных аболиционистских плакатов, изображающих коленопреклонённую чернокожую женщину, вопрошающую: «Неужели я не женщина и не сестра?».

Вон тот мужчина говорит, что женщинам нужно помогать садиться в экипажи, переносить их через канавы, уступать им везде лучшие места. Никто никогда не помогает мне садиться в экипажи или перешагивать через лужи, и не уступает мне лучших мест. А разве я не женщина? Посмотрите на меня! Посмотрите на мою руку! Я пахала и сеяла, я собирала урожай в амбары, и ни один мужчина не мог обогнать меня! А разве я не женщина? Я могу работать столько же и есть столько же, как и мужчина, когда есть что, и меня так же били кнутом! А разве я не женщина? Я родила тринадцать детей, я видела как большинство из них продавали в рабство, и когда я плакала в своем материнском горе, никто, кроме Иисуса, не слышал меня! А разве я не женщина?...
...А потом этот маленький человечек сзади говорит, что женщины не могут иметь столько же прав, как и мужчины, потому что Христос не был женщиной! Откуда взялся ваш Христос? Откуда взялся ваш Христос? От Бога и от женщины! Мужчина к Нему отношения не имел.
— https://web.archive.org/web/20090708160959/http://svobodna.org.ua/txt/articles/suzhurner-trut/ Сужурнер Трут: «Разве я не женщина?»

В 1854 году из выручки от продаж повести и картинок с её подписью «Я продаю тень, чтобы поддержать дело» она выплатила ипотеку, которую брал её друг из общины Сэмюэль Хилл.
В течение следующего десятилетия Трут выступала перед десятками, возможно сотнями, аудиторий. В 1851—1853 годах она работала в штате Огайо с Мариусом Робинсоном, редактором аболиционистского издания «Anti-Slavery Bugle», а также путешествовала по штату со своими выступлениями. В 1853 году выступала перед собранием суфражисток Нью-Йорка. В том же году познакомилась с Гарриет Бичер-Стоу. В 1858 году одно из её выступлений было прервано человеком, который, не веря, что женщина может выступать с такими речами, заявил, что на самом деле она мужчина. В ответ на это Трут расстегнула блузку и обнажила грудь.

### Поздние годы
В 1857 году Трут продала свой дом в Нортгемптоне и купила дом в штате Мичиган, к западу от Батл-Крик, округ Калхун. Согласно переписи 1860 года, в доме проживали, помимо неё, её дочь Элизабет Бэнкс (35 лет), а также внуки Джеймс Колдуэлл (16 лет) и Сэмми Бэнкс (8 лет).
Во время Гражданской войны Трут помогала вербовать чернокожих на службу в армию северян. Её внук Джеймс был призван в 54-й Массачусетский полк. В 1864 году Соджорнер Трут жила в Вашингтоне, где работала в общественной организации, ставящей целью улучшение жизни чернокожего населения. В октябре того же года она встречалась с президентом Линкольном. В 1865 году, работая в вашингтонском госпитале, ездила в общественном транспорте с целью ускорить процесс десегрегации. В 1867 году переехала в Батл-Крик. В следующем году путешествовала по Восточному побережью.
В 1870 году Соджорнер Трут безуспешно пыталась добиться принятия законодательства о земельных субсидиях для бывших рабов. Будучи в Вашингтоне, встречалась в Белом доме с президентом Улиссом Грантом. В 1872 году она вернулась в Батл-Крик и пыталась проголосовать на президентских выборах, однако не была допущена к голосованию. Выступления Трут были посвящены аболиционизму, правам женщин, тюремной реформе; она выступала против смертной казни. Не все поддерживали её взгляды, но у неё было много сторонников среди влиятельных людей того времени. Умерла Соджорнер Трут 26 ноября 1883 года в своём доме. Похоронена в Батл-Крик.